# Union nationale patriotique (Sénégal)
L'Union nationale patriotique (UNP) est un parti politique sénégalais créé à Dakar en juin 2005.
Le 25 février 2007, lors de l'élection présidentielle sénégalaise de 2007, Mamadou Lamine Diallo est l'un des quinze candidats. Il obtient 0,48 % des voix, Abdoulaye Wade étant élu au premier tour avec 55,90 %.
Lors des élections législatives de 2007, ses fondateurs, Semou Fall (Président) et Tamba Danfakha (Secrétaire général), entre autres, ont autorisé le mouvement Tekki, composé d'éléments de la société civile, à investir leurs militants avec son récepissé.
Le candidat de l'Union Nationale Patriotique/Tekki aux élections législatives de 2007 est Me Ndèye Fatou Touré. Lors de la campagne, la candidate se présente comme une figure de proue du mouvement.
En septembre 2008, Moussa Ndiaye, une des figures de premier plan du mouvement Tekki est retrouvé sans vie sur la plage de Yoff ou de Cambérène. Mamadou Lamine Diallo, le patron du mouvement exige une enquête.  
Dans la commune du Point E, ce parti a investi lors des élections locales de 2009 d'autres éléments de la société civile. Le parti est alors présent au conseil municipal de la commune de Dahra dans la région de Louga.